# Murininae
A Murininae az emlősök (Mammalia) osztályának denevérek (Chiroptera) rendjéhez, ezen belül a kis denevérek (Microchiroptera) alrendjéhez és a simaorrú denevérek (Vespertilionidae) családjához tartozó alcsalád.

## Rendszerezés
Az alcsaládba az alábbi 3 nem és 38 faj tartozik:
- Harpiocephalus (Gray, 1842) – 2 faj
- Harpiola Thomas, 1915 – 2 faj
- Murina Gray, 1842 – 34 faj